# Oconaluftee

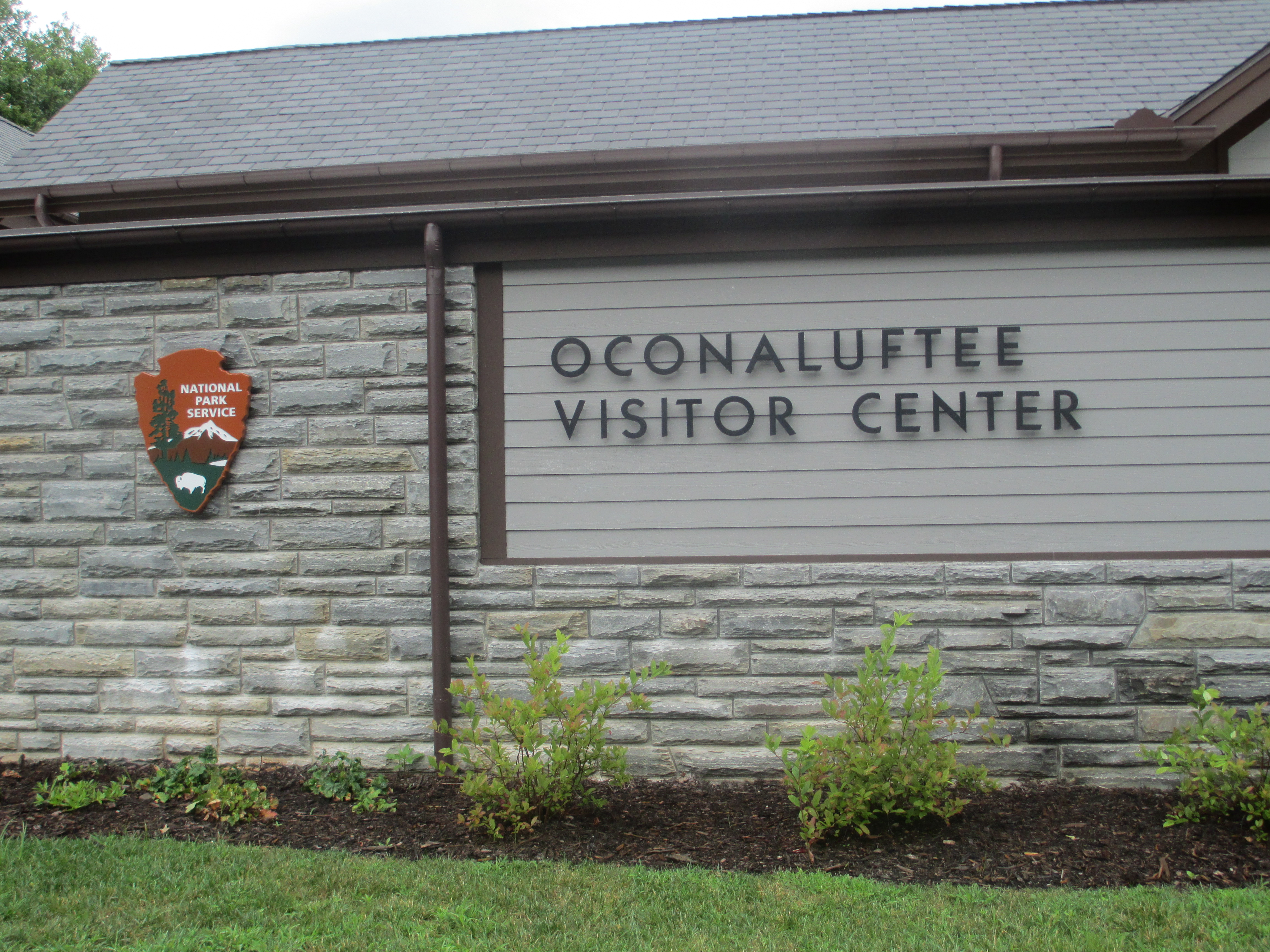
Centro de Visitantes Oconaluftee cercano a la entrada oriental del parque

Oconaluftee es el nombre de un valle de río en las Grandes Montañas Humeantes (Great Smoky Mountains) de Carolina del Norte, localizado en el sudeste de los Estados Unidos.  Anteriormente fue el sitio de un pueblo Cherokee y la comunidad appalachia, el fondo del valle es ahora la entrada principal en el lado de Carolina del Norte del Parque Nacional de las Grandes Montañas Humeantes.
El área Oconaluftee se hace paralela al Río Oconaluftee al irse ampliando gradualmente su cuenca desde Smokemont, en el norte, al extremo sur de la Frontera Qualla. La Frontera Qualla, generalmente conocida como territorio Cherokee, comprende el área de una confianza federal que otorga una reserva para la Banda Oriental Cherokee.  Las tierras del parque nacional en Oconaluftee acogen al Centro de Visitantes Oconaluftee, el Mingus Mill, y el  Museo de Granja de Montaña.  Gran parte del área pertenece al Distrito Arqueológico Oconaluftee, el cual está listado en el Registro Nacional de Sitios Históricos.

## Geología

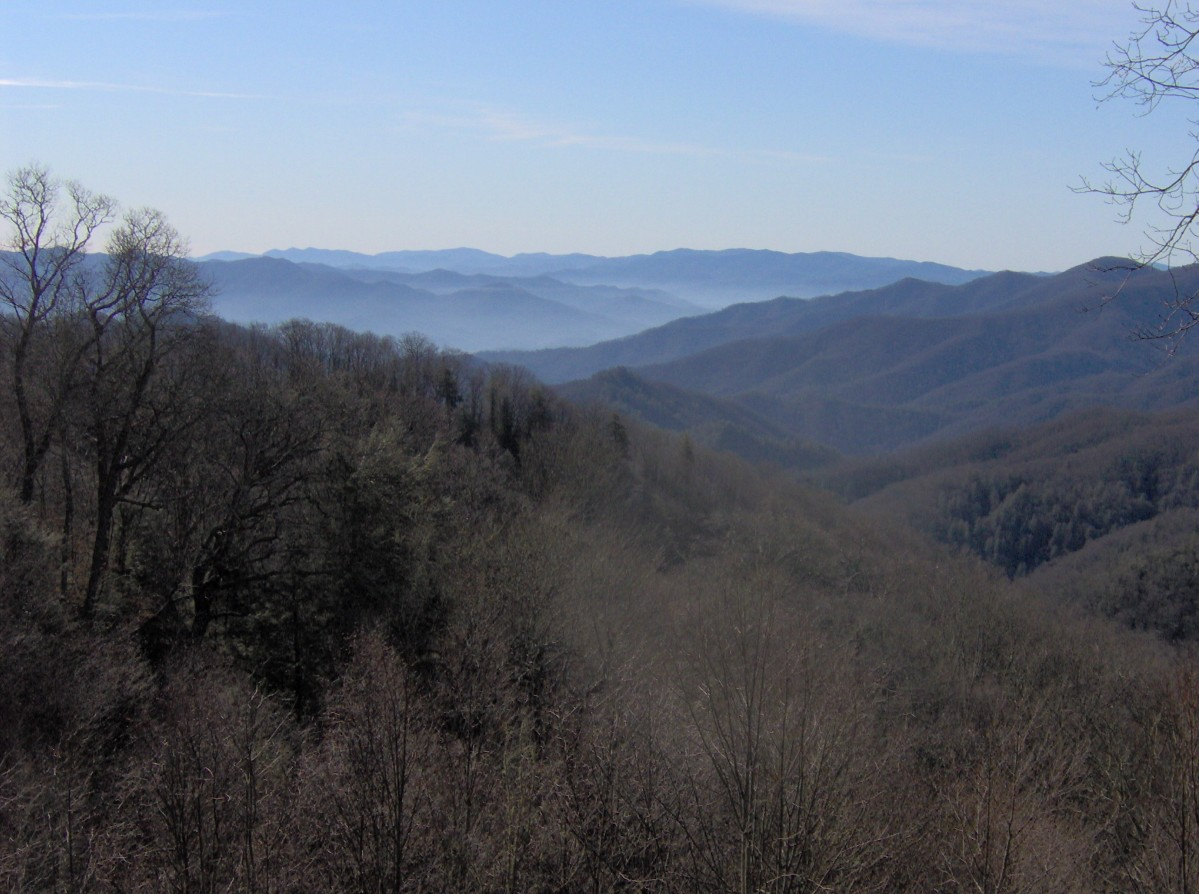
Deep Creek Valley, parte de la cuenca del Oconaluftee

Cerca del Newfound Gap, varios riachuelos pequeños convergen para formar Beech Flats Prong.  Estos fluyen hacia el sur a lo largo de la base del Monte Kephart, cayendo 600 m (2.000 pies) en 16 km (10 millas) antes de fusionarse con Kephart Prong, Kanati Fork, y Smith Branch para formar el Río Oconaluftee. El Oconaluftee continúa hacia el sur, cortando un valle entre el macizo de Richland Mountain al este y el macizo Thomas Ridge al oeste.  La confluencia del río Oconaluftee y Bradley Fork en Smokemont fortalece el río considerablemente, con el consecuente ensanchamiento del valle. Cerca la frontera del parque, la unión del río con el Raven Fork ha ido formando unas grandes y relativamente planas tierras bajas, que fluyen hacia el nordeste.  Pasado Cherokee, el río gira al oeste camino de su desembocadura en el río Tuckasegee, cerca de Bryson City.
La formación de roca subyacente al área alrededor de la unión entre Oconaluftee y Raven Fork contiene algunas de las rocas expuestas más viejas en los Estados Unidos Orientales. Esta formación, compuesta principalmente en su base de granito gneiss, datado del Precámbrico, que fue formado hace más de mil millones de años por la acumulación gradual de sedimento marino y rocas ígneas.

## Historia

### Historia temprana

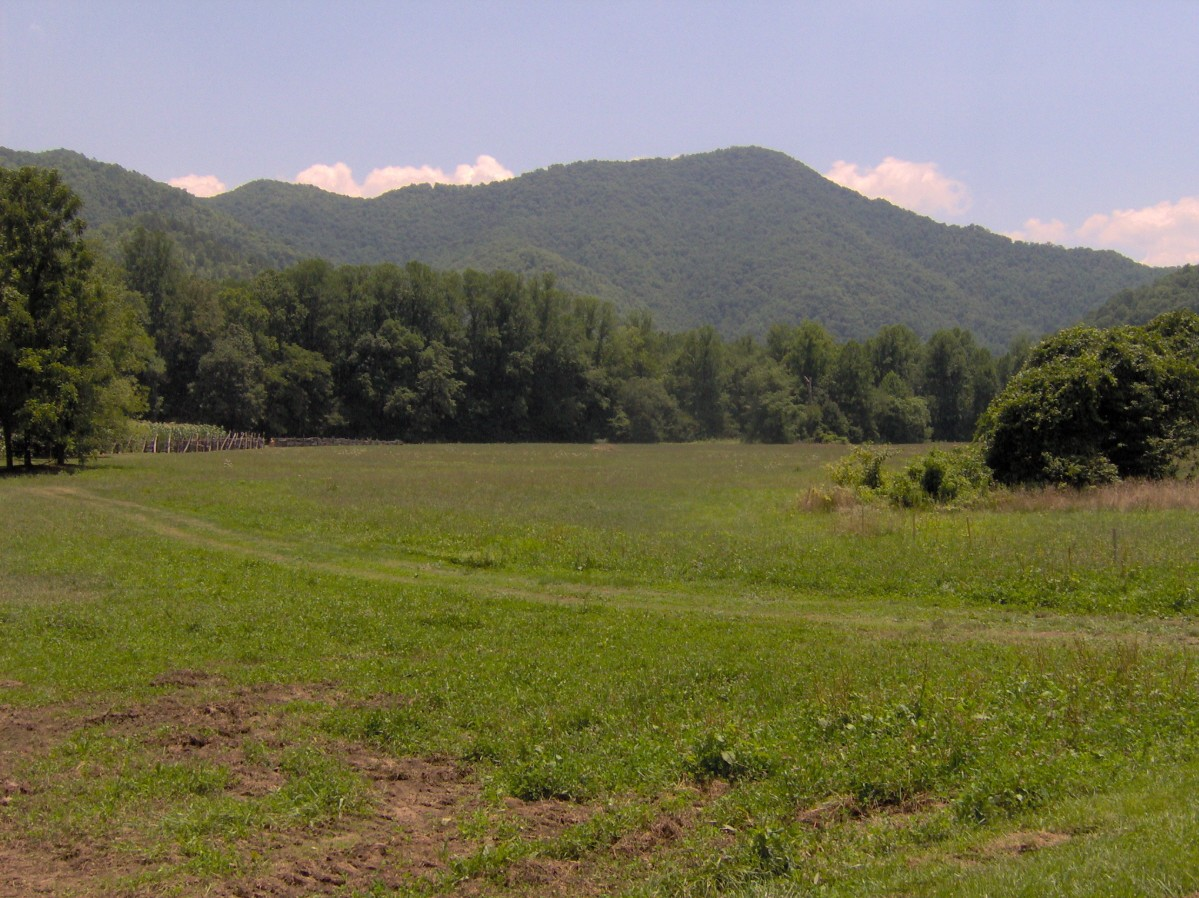
El las tierras bajas del Oconaluftee, con la Rattlesnake Mountain en la distancia.

Los Cherokee consideraban sagradas las aguas del Oconaluftee.  Dora Woodruff Cope, quien vivió en el valle del Oconaluftee cerca de Smokemont alrededor del año 1900, recordó una leyenda que le contaron sus vecinos Cherokee:

...Parte del río se llamaba Ya'nu-u'nata wasti'yi, "Donde se lavan los osos." Era una parte más profunda  del río, donde todos los animales venía para lavarse y curarse sus heridas cuándo  habían sido heridos por cazadores.  Ninguna persona blanca había visto jamás este sitio porque el mal nos había cegado a su existencia.  Los animales supieron cómo encontrarlo, y bucear en él significaba curación al instante.

El término "Oconaluftee" proviene del nombre Cherokee del pueblo Egwanulti, el cual significa "por el río", y aparece en las revistas de John Bartram en 1775. Se desconoce dónde estuvo localizado este pueblo a lo largo del río, aunque el antropólogo James Mooney creía que se situaba cerca de la actual Birdtown, entre Cherokee y Bryson City. La evidencia arqueológica, sin embargo, ha identificado un poblado Cherokee a lo largo del Oconaluftee al norte del Qualla Boundary, justo dentro de lo que es hoy en día el parque nacional.  Mientras los Cherokee vagaban por las Smokies, esto es el único asentamiento Cherokee permanente dentro de las fronteras de parque.  Este pueblo fue probablemente destruido en 1776 por el ejército del General Griffith Rutherford durante la Revolución americana.

### Siglo XIX

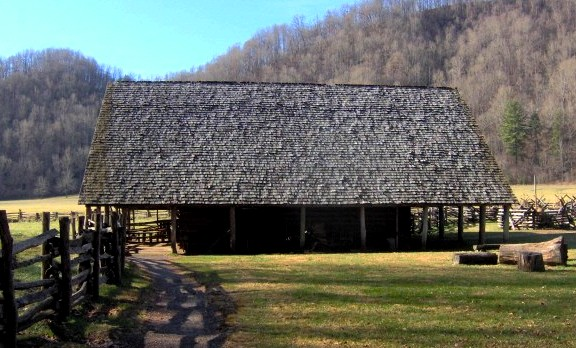
Enloe Barn; en el Oconaluftee Mountain Farm Museum (Museo de la Granja de Montaña de Oconaluftee)

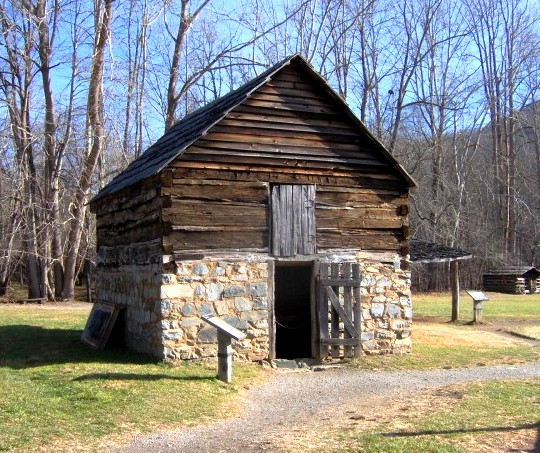
Messer Applehouse; las manzanas, un cultivo básico en la zona, se comían crudas o convertidas en mantequilla de manzana o sidra de manzana.

John Jacob Mingus (ca. 1774-1852), quien llegó al Oconaluftee en los 1790s, fue el primer colono Euro-americano en el valle y el primero dentro de las fronteras de lo que es ahora el Parque Nacional de las Smoky Mountains.  Mingus Adquirió la tierra de Felix Walker, un especulador de tierras y Congresista de Carolina del Norte. Mientras Mingus vagaba de condado a condado en los Apalaches Del sur, sus descendientes quedarían en el área hasta el establecimiento del parque.

### Siglo XX
Después del establecimiento del parque nacional, un campamento del Cuerpo Civil de Conservación se instaló en Smokemont para construir carreteras y caminos en el área.  En 1937, el CCC restauró el Mingus Mill, un molino de harina movido por una gran turbina en Mingus Creek.  En la década de los 50, varias estructuras de troncos se movieron a un área adyacente al Centro de Visitantes de Oconaluftee para formar el Museo de Granja de Montaña, el cual proporciona una exposición de la vida de los pioneros en los Apalaches.

## En la actualidad

### Mingus Mill (Molino Mingus)
El Mingus Mill fue construido en 1886 por el molinero Sion Thomas Early del Condado de Sevier, Tennessee. Al principio hizo el trabajo para John Mingus, un hijo de John Jacob Mingus. Finalizó el molino en tres meses con un coste de 600$.  El molino era operado en niveles mayoristas y minoristas hasta que el Servicio del parque nacional adquirió la propiedad en 1934.  El molino fue restaurado en 1937, cerrado durante la Segunda Guerra Mundial, y reabierto en 1968.
Aunque la turbina del molino no es tan fotogénica como las gigantescas ruedas que empujan molinos como el Cable Mill en Cades Cove, era más eficaz y requería menos potencia de agua para funcionar.  La turbina generaba aproximadamente 11 caballos de vapor (8,2 kW) girando a 400 rpm.
Adén Carver, quien llegó a Oconaluftee en la mitad del siglo XIX, ayudó a construir el molino en 1886.  Cuando el molino fue restaurado en 1937, Carver, entonces con unos 90 años, ayudó en su restauración.

### Centro de visitantes de Oconaluftee
El centro de visitantes original de Oconaluftee fue construido en 1940 por el Cuerpo de Conservación del Civil (CCC) como un centro de guardabosques y los juzgados del magistrado.  Esta construcción de piedra y tronco fue designada como centro de visitantes "provisional"  en 1947, aunque se quedó así hasta 2011, cuándo uno nuevo fue construido en justo dos meses entre el final del invierno y principio de la primavera, siendo inaugurado el 15 de abril.  El Asociación de las Grandes Montañas (el otro edificio construido fueron unos aseos entre el nuevo centro y el original), y Amigos del Smokies dio más de medio millón más para las exposiciones del interior. El centro y está abierto todo el año, y después de que 64 años de "uso provisional", el edificio original finalmente ha sido reconvertido a su uso administrativo original, aunque su arquitectura rústica e histórica no se ha cambiado en el exterior.

### Poblado Indio Oconaluftee
El Poblado Indio Oconaluftee está operado por la Asociación Histórica Cherokee en las pendientes de la Rattlesnake Mountain dentro de la reserva. El museo exterior es una réplica de un típico pueblo Cherokee de la mitad del siglo XVIII.

## Imágenes

### Mingus Mill (Molino Mingus)

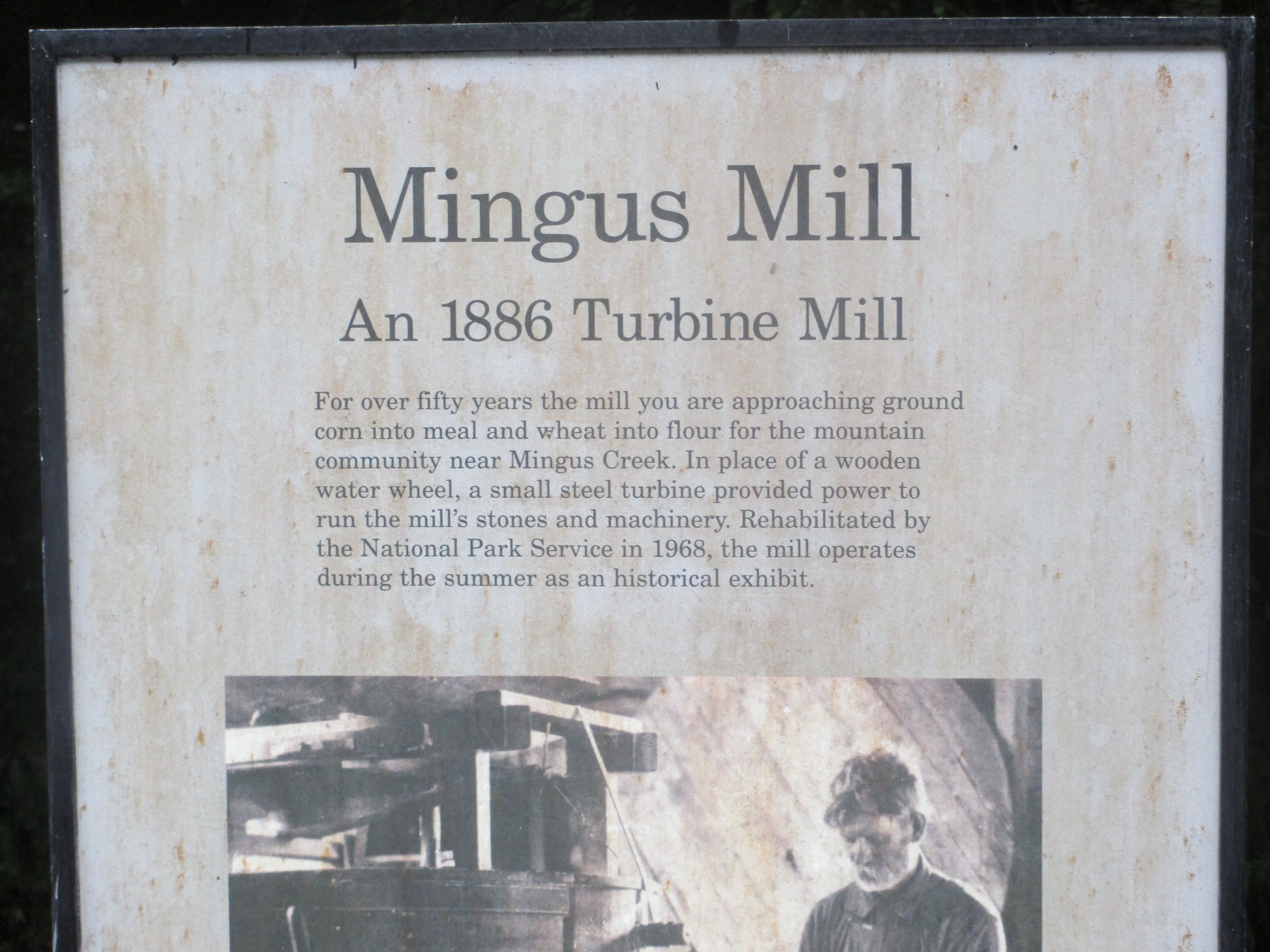
Marcador histórico
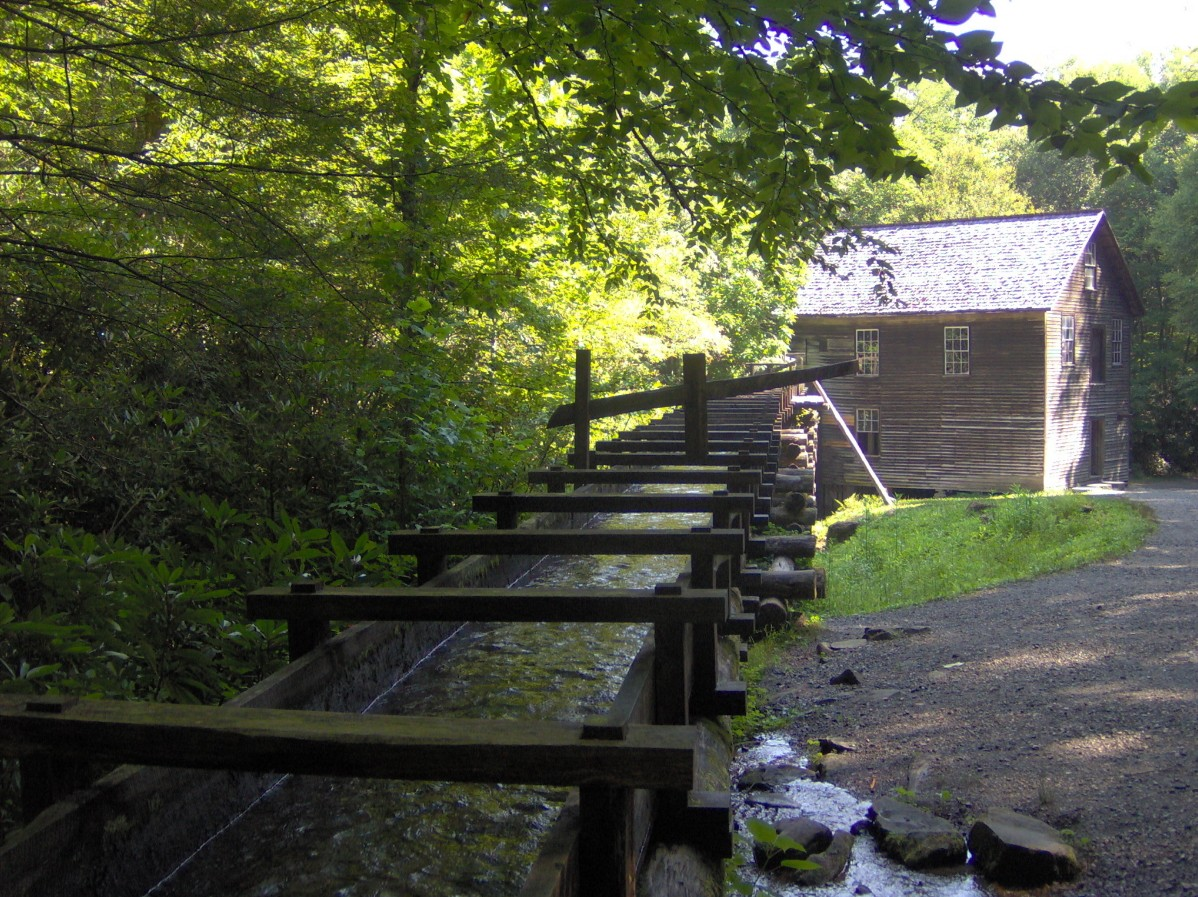
Mingus Mill y el canal
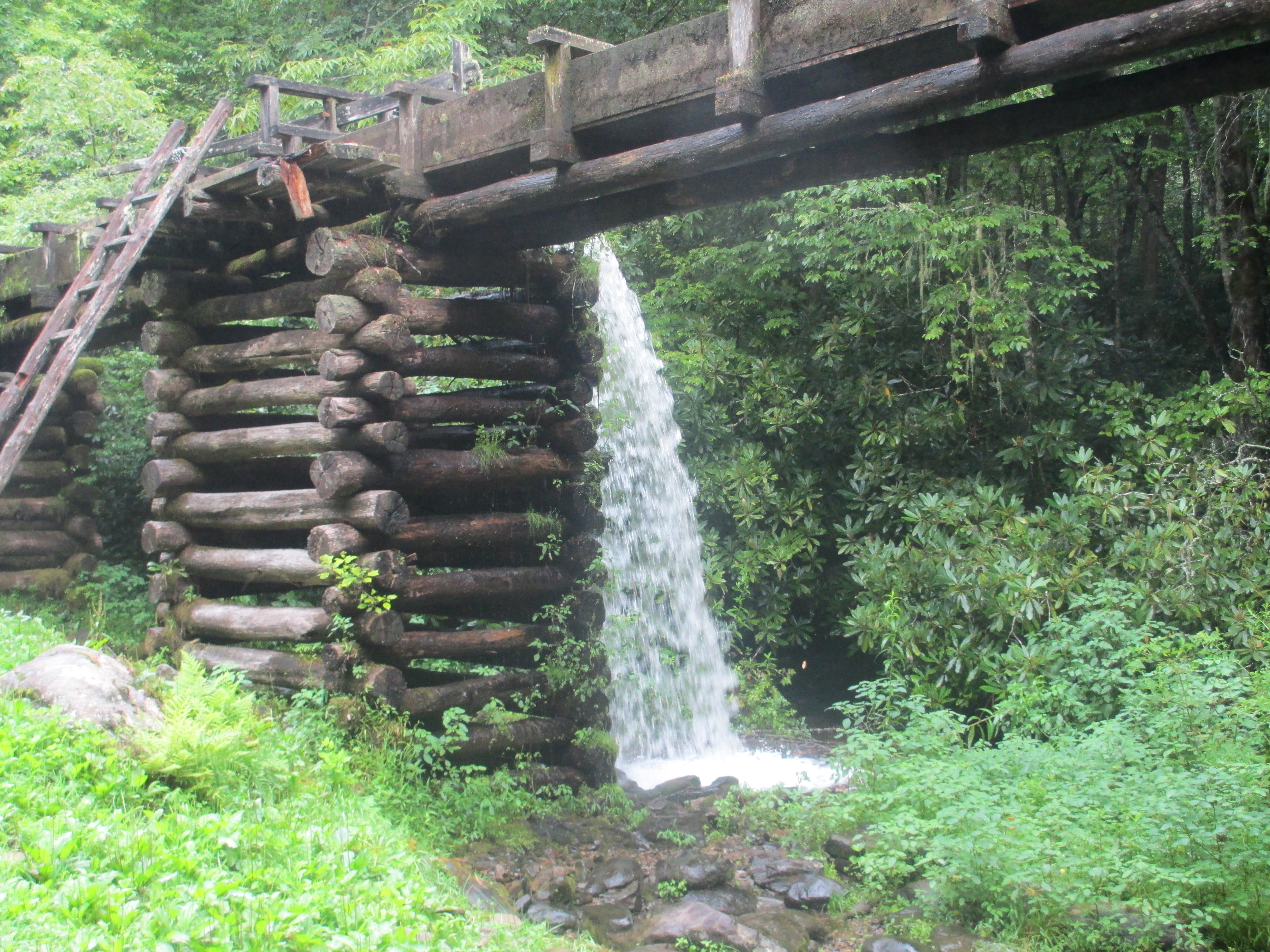
El agua que fluye del canal
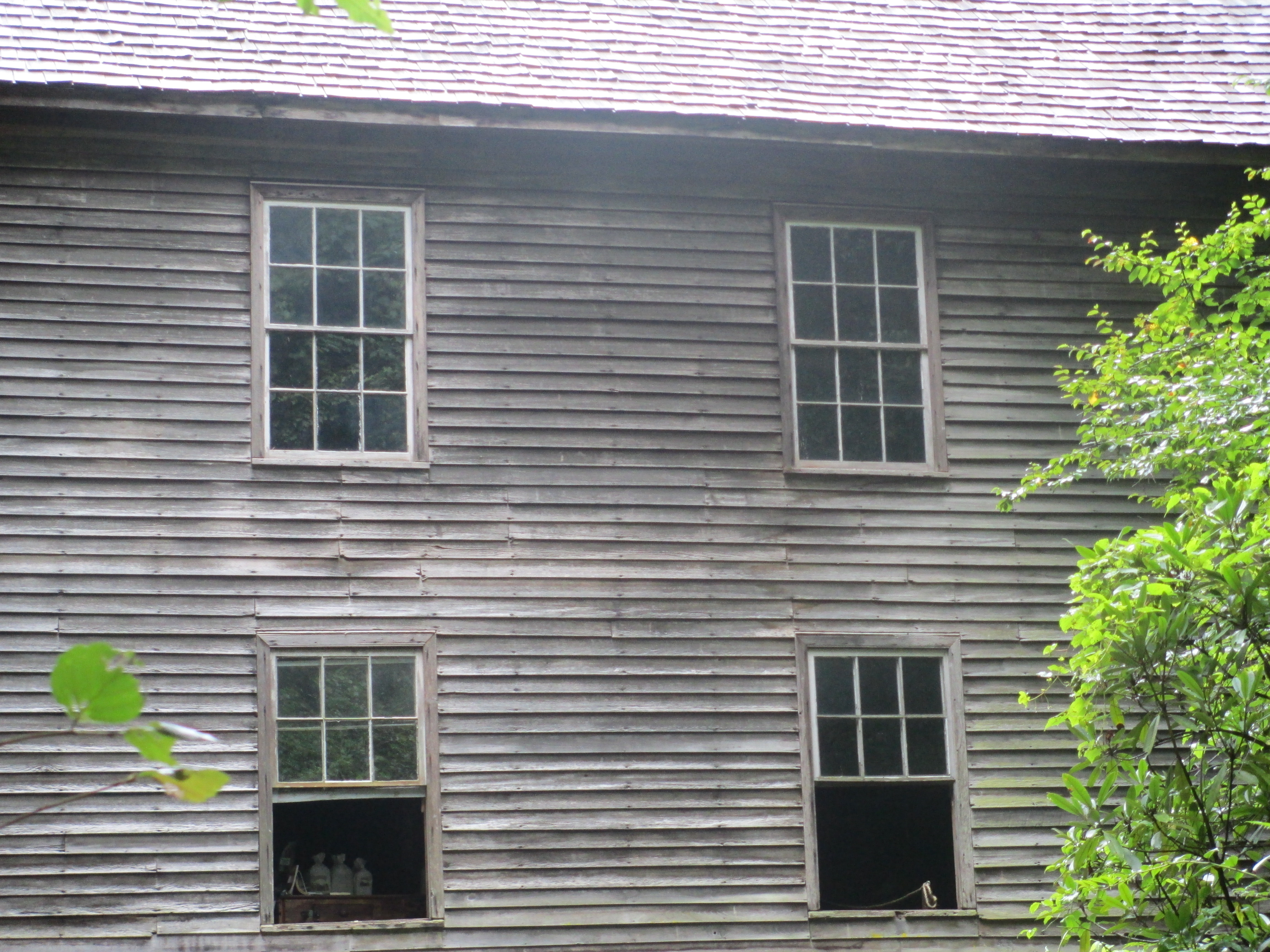
El edificio de madera que alberga el Mingus Mill
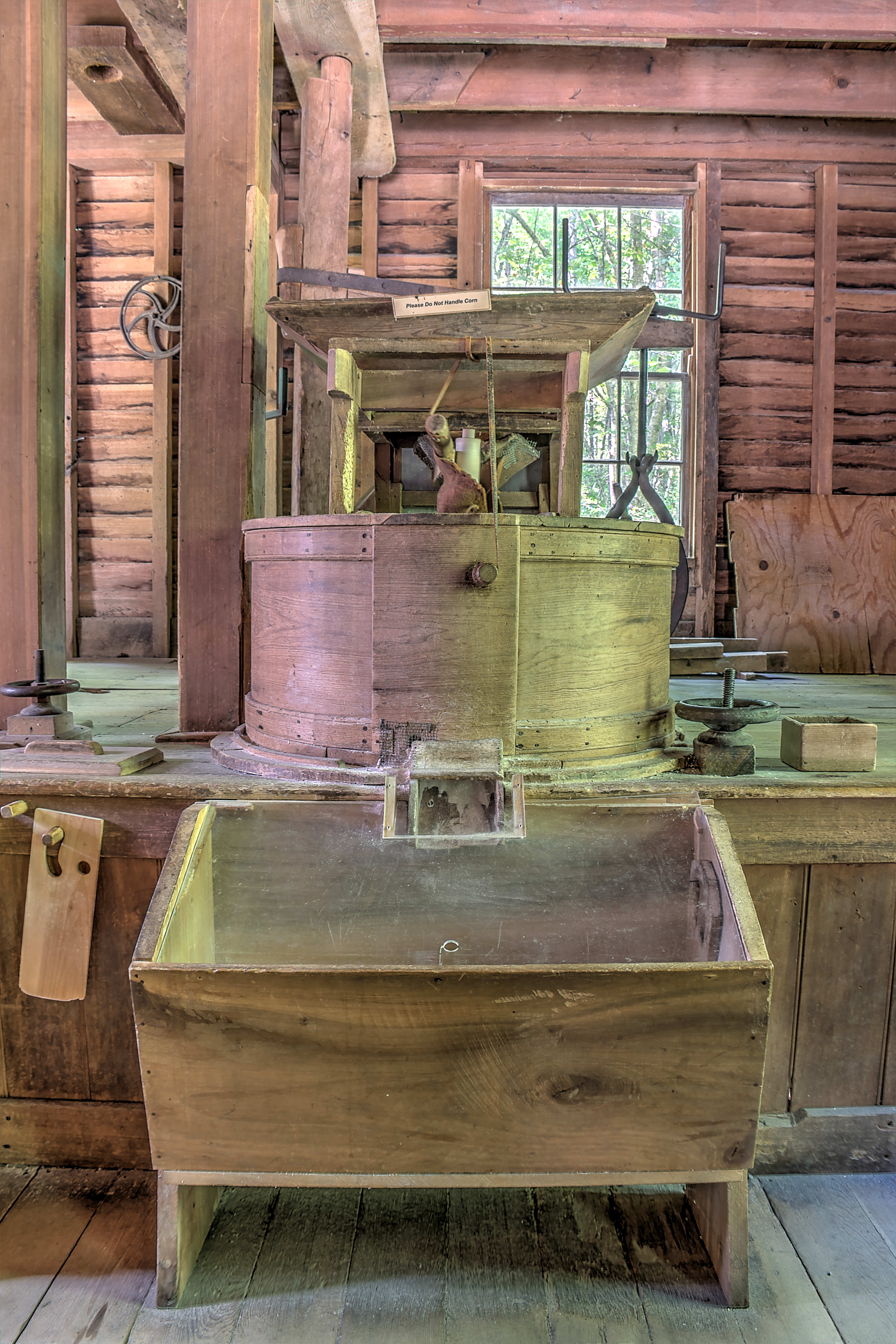
La muela del molino
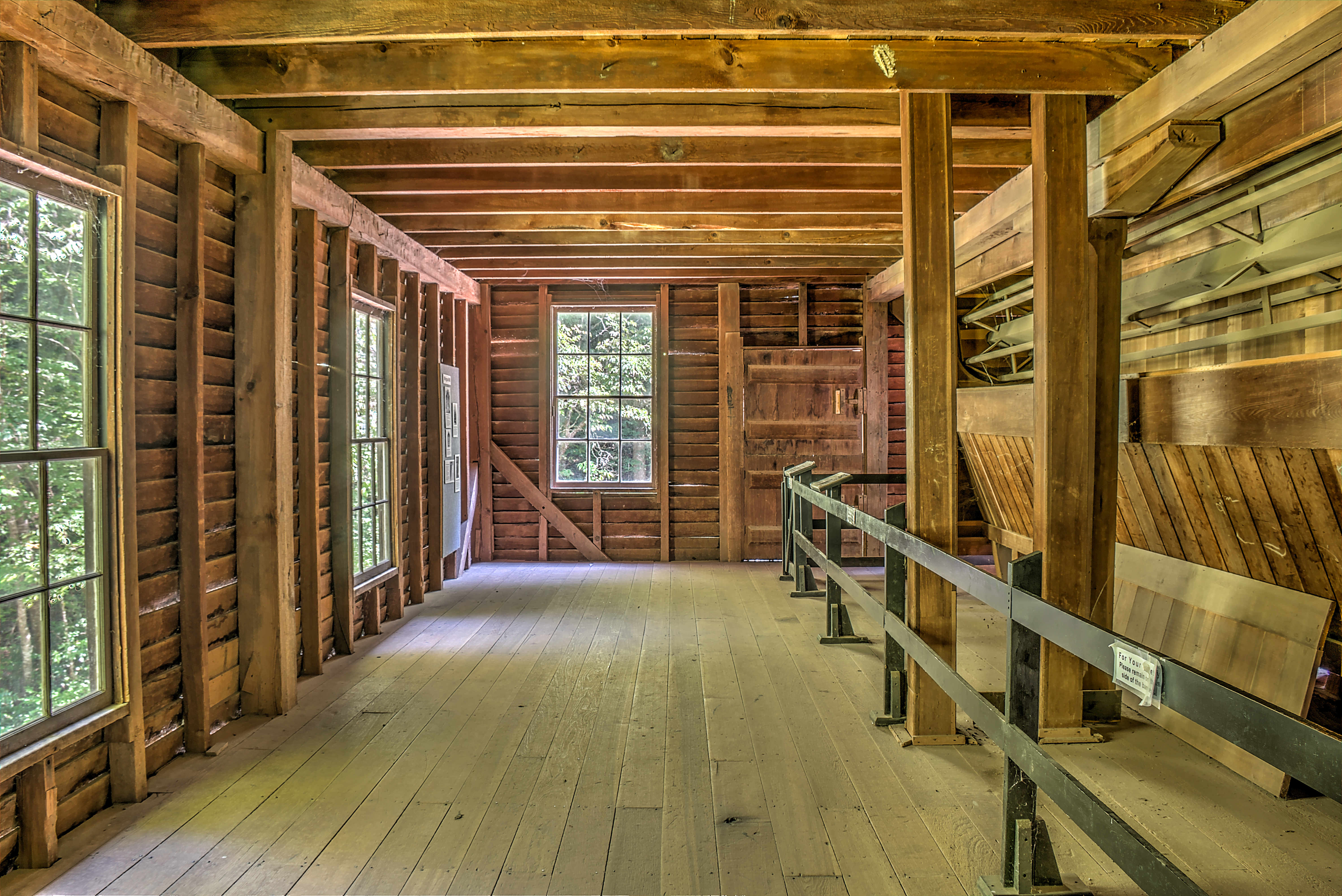
Nivel superior de molino